# 鍾紹和
鍾紹和（1956年1月11日—）中國國民黨籍高雄市政治人物，美濃客家人，曾任立法委員。
叔父為前立法院副院長、前行政院政務委員、前親民黨秘書長鍾榮吉。鍾紹和與鍾榮吉叔侄曾被視為高雄縣客家人在立法院中的代表。
兒子為現任高雄市議員鍾易仲。曾兩次獲國民黨中常會徵召參選高雄市立法委員，皆落選。
2012年7月16日鍾紹和被控在任內涉收取油品接駁廠商300萬元，再藉職務之便指示助理草擬「擴大高雄港區域管理範圍五浬海上範圍」，遭高雄地檢署起訴，判刑7年6個月入獄。

## 選舉紀錄
| 年度 | 選舉屆數             | 選舉區           | 所屬政黨   | 得票數 | 得票率 | 當選標記 | 備註 |
| ---- | -------------------- | ---------------- | ---------- | ------ | ------ | -------- | ---- |
| 1994 | 第十屆台灣省議員選舉 | 高雄縣選舉區     | 中國國民黨 | 64,974 | 10.85% |          |      |
| 1998 | 第四屆立法委員選舉   | 高雄縣選舉區     | 中國國民黨 | 51,866 | 8.86%  |          |      |
| 2001 | 第五屆立法委員選舉   | 高雄縣選舉區     | 親民黨     | 47,252 | 8.16%  |          |      |
| 2004 | 第六屆立法委員選舉   | 高雄縣選舉區     | 親民黨     | 36,405 | 6.68%  |          |      |
| 2008 | 第七屆立法委員選舉   | 高雄縣第一選舉區 | 中國國民黨 | 72,309 | 53.55% | 國親聯盟 |      |
| 2012 | 第八屆立法委員選舉   | 高雄市第一選舉區 | 中國國民黨 | 75,627 | 45.68% |          |      |